# إيغور سيرغييف
إيغور سيرغييف (بالإنجليزية: Igor Sergeev) مواليد 30 أبريل 1993) لاعب كرة قدم أوزبكي من أصل روسي. يجيد اللعب في مركز الهجوم مع منتخب أوزبكستان الوطني .
لعب سابقاً مع نادي باختاكور ووقع مع نادي الظفرة مع عام 2018 .

## روابط خارجية
- إيغور سيرغييف على موقع الاتحاد الدولي (مؤرشف)  (الإنجليزية)
- إيغور سيرغييف على موقع قاعدة بيانات كرة القدم.إي يو (الإنجليزية)
- إيغور سيرغييف على موقع ناشيونال فوتبول تيمز (الإنجليزية)
- إيغور سيرغييف على موقع Soccerway.com (الإنجليزية)
- إيغور سيرغييف على موقع عالم كرة القدم.نت (الإنجليزية)